# 内新城 (伯尔尼)

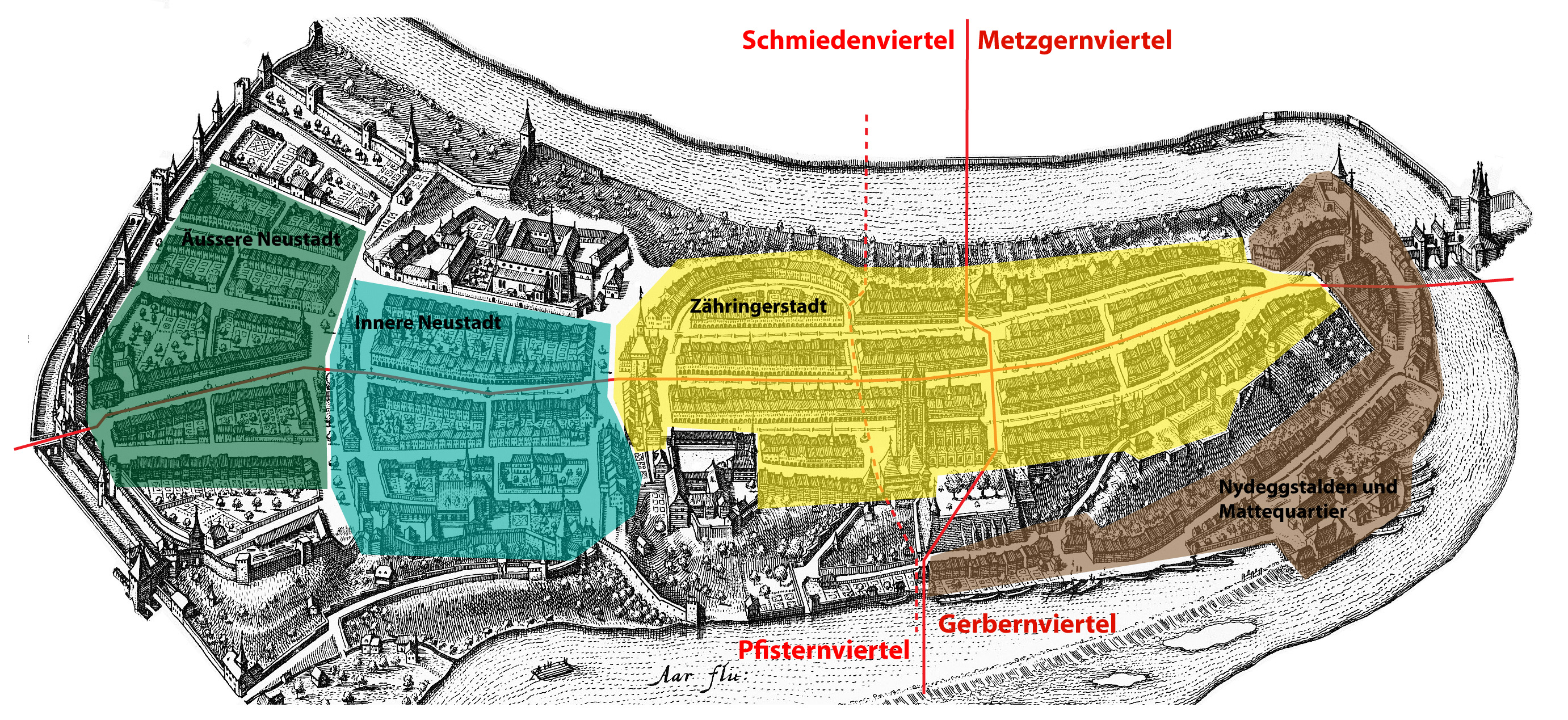
伯尔尼老城的分区(click to enlarge)

内新城（Innere Neustadt）是瑞士伯尔尼老城的一部分。
由于Zähringerstadt人口的增加，城市扩展，超出了原来的城墙。内新城又名萨沃伊城，是伯尔尼第二古老的街区，兴建于该城1255年第一次向西扩展期间，介于时钟塔（Zytglogge）所在的第一道西城墙和狱塔（Käfigturm）所在的第二道西城墙之间。其核心特征是宽阔的市场街（Marktgasse）。扩建时兴建的另外三条街道是Kochergasse, Amthausgasse和兵工厂街Zeughausgasse。
在扩展期间，宰林根城和内新城之间的城墙被拆除，城墙所在地形成了粮仓广场，原来的城门成了时钟塔。内新城的西部边缘拆除后 新的空地兴建了熊广场和孤儿院广场。
1902年，在内新城和外新城的南部边缘兴建了联邦宫。